# へそ
へそ（臍）は、腹部の真ん中にある小さな凹みである。臍帯のとれた跡。胎児期に母親から栄養や酸素の供給を受けていた管（へその緒）の痕跡である。
日本では、丁寧な言葉遣いの一つとして、「おへそ」と言うことが多い。
臍という漢字は「ほぞ」とも読み、「ほぞをかむ」などの慣用句に用いられる。解剖学では漢字を原則として音読みで読むため、さいと発音し、医学でもそのように発音することが普通である。経絡学ではへその中も経穴のひとつとみなされ、「臍中」と書いてさいちゅうと呼んでいる

## 概説

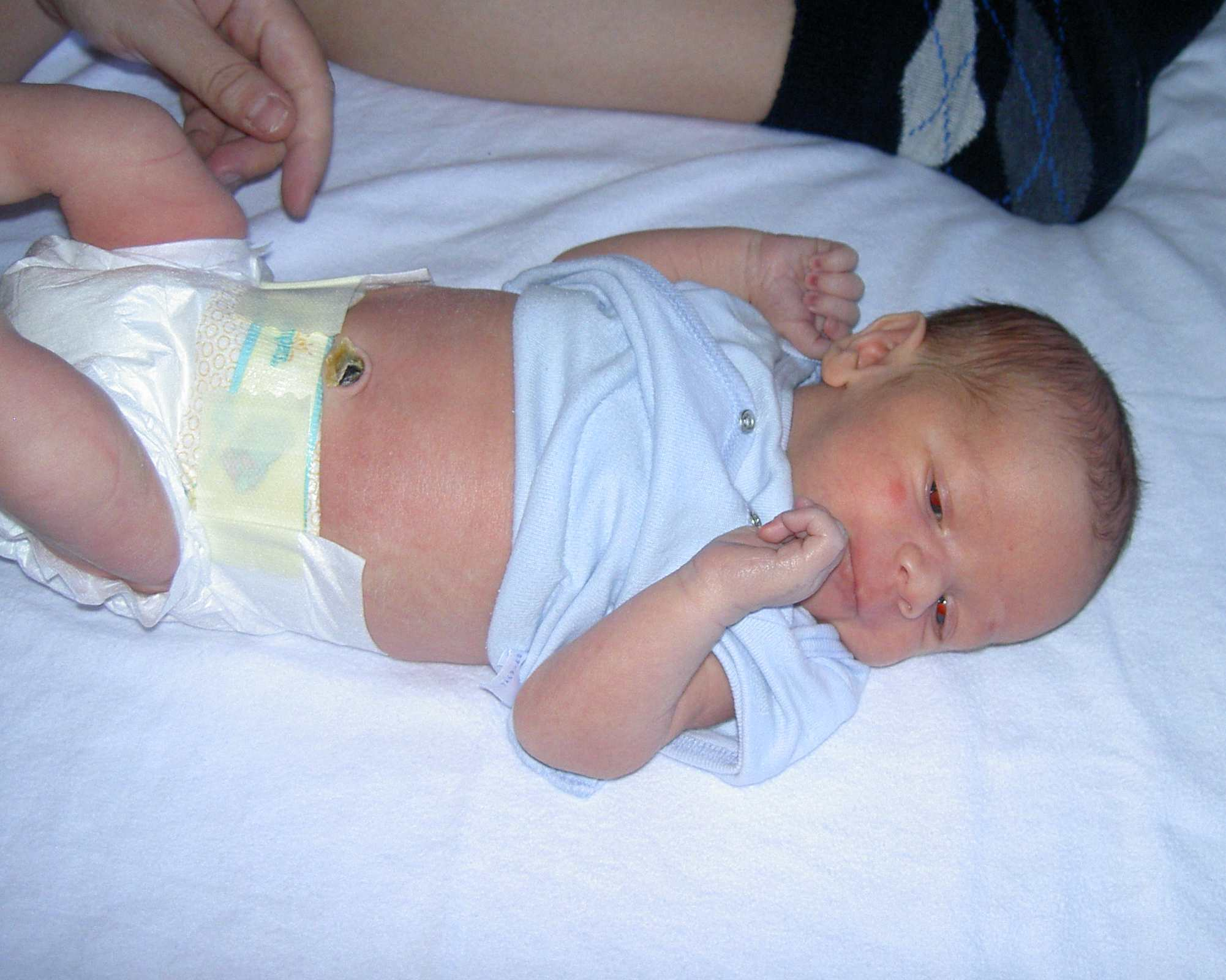
赤子の臍
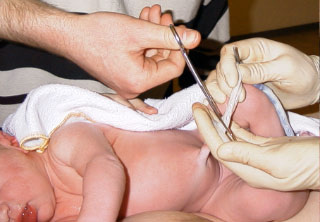
臍帯切断

臍、とは腹部のまんなかの小さなへこみ（あるいは、小さな突起）のことである。
ヒトだけでなく、有胎盤哺乳類（真獣下綱）全般の腹部にあるが、ヒト以外の真獣類ではそれほど顕著には見られない。
有袋類の場合は、育児嚢に入る前の出生時には臍帯があるが、それは細い糸のようなものなので、成体になるときには臍帯の痕跡は跡形もなく消失する。
臍帯（＝胎児時代に母胎から栄養素や酸素を得るための接続）の痕跡である。
母胎と繋がっている状態での血管などを含むひも状の器官を生物学、医学では臍帯（さいたい）、日常語では臍の緒（へそのお）と呼ぶ。臍帯は出生後は自然にあるいは人為的に切断されることで胎盤などの胚膜の主要部から成る器官が切り離され、さらに体の側に残った部分も周囲が締め付けられて血液循環がなくなり、壊死して脱落する。このときの瘢痕が臍である。

## 特徴
この部分の皮膚の下は瘢痕化した血管であり、皮下脂肪や筋肉がないため、くぼんでいる。ヒトでは腹部の皮下脂肪が発達するために周囲から特にくぼんで見えるために目立つ。
しかし、この部分の閉塞が遅れると、この部分の皮下に、腹圧によって繰り返し臍の内部に腸などが飛び出すヘルニア症状を起こすようになり、これを臍ヘルニアと呼ぶ（いわゆる「でべそ」である）。
人間の皮膚で唯一汗を分泌しない部分である。

様々なへその形状
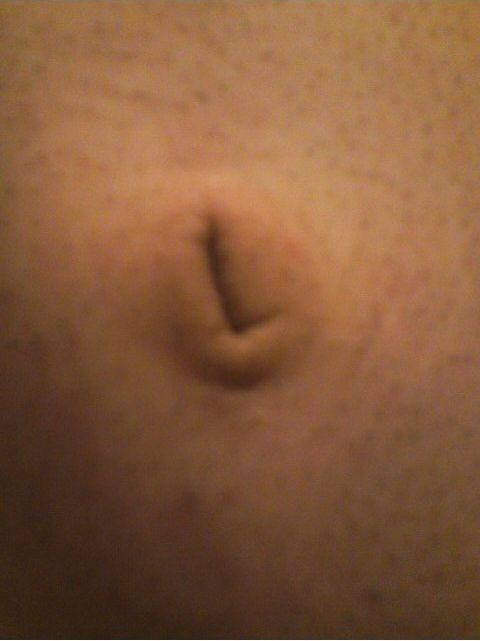
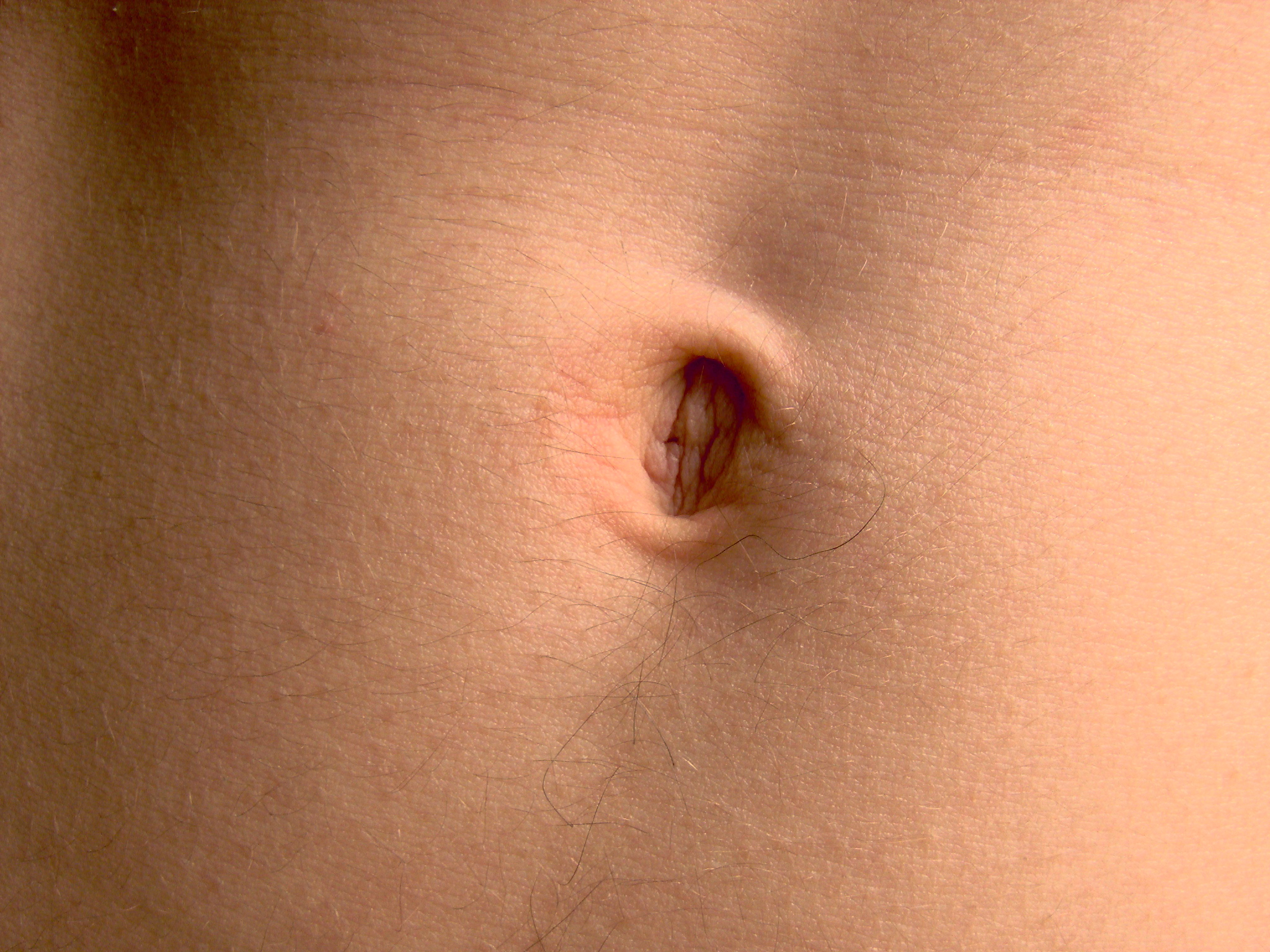
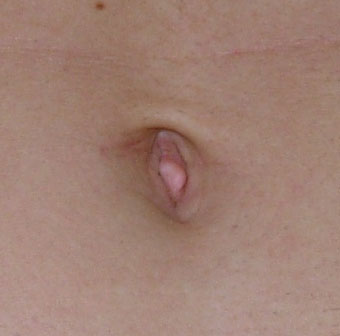
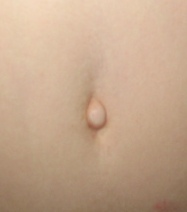
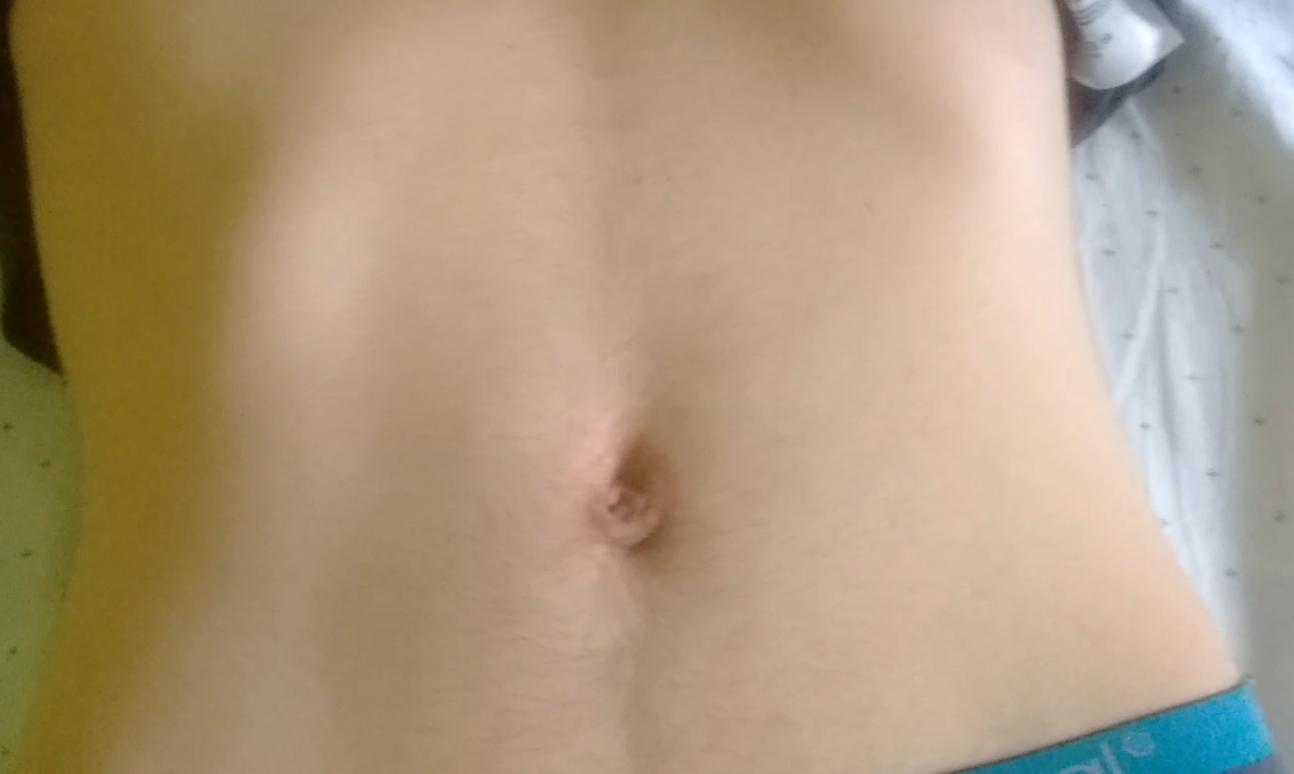

## 構造と起源
臍の緒の構造そのものは、爬虫類における胚膜に由来する。爬虫類の卵では、胚が発達する過程で、胚の腹面から卵黄嚢が卵黄を納めてぶら下がり、尿嚢が排出物を蓄え、またその表面は卵殻の内側に広がってそこに血管が広がり、ガス交換を行う。さらに、それらを包むように外側に漿膜、内側に羊膜が形成され、最終的に、胚の腹面のひも1本で外界と接触を持つ形になる。
鳥類もほぼこの構造を引き継ぐ。哺乳類では、胎生になったことによって、卵黄嚢、尿嚢が退化し、その代わりに尿のうの血管が漿膜と癒合して胎盤を形成する。したがって、哺乳類における臍の緒と相同な器官は爬虫類と鳥類にも存在する。事実、孵化直後のカメなどを見れば、腹面中央に臍を確認することができる。

## 臍の手入れ
臍は溝が多いこともあり、垢が溜まりやすい。この臍の垢は俗に「へそのごま」とも呼ばれる。長期間放置して溜まった垢には一般に多くの細菌が繁殖しているが、それにより健康に害があるとは言えない。臭い等が気になる場合は綿棒にオリーブ・オイル等をつけて手入れする方法が知られている。また、無理に除去しようとすると、皮下脂肪などが付近に比べ少なく、直接腹膜や腸を刺激して腹痛などにつながる場合もある。腹膜炎は消化器系の合併症として細菌感染などで主に起こるもので、刺激された程度で起こるとは言えない。

## 臍に関する文化

### ファッション
東南アジアや中近東では古くから臍を露出する衣装があるが、西洋社会においては、1990年代後半に、臍を露出するファッション（ローライズ、俗に言う臍出しルック)が一部の女性のおしゃれとして定着した。それと共に、臍ピアスも若い女性の間ではさほど珍しいものではなくなった。また、臍を露出する短いTシャツ(ちびT)やブラウスを着ることで、臍あたりのタトゥーを露出させる人もいる。
また女子の場合ローライズのジーンズではまず考えられないが、パンティストッキング着用の場合に、臍が隠れるまでずり上げるか、また左右のズレを確認する（センターの縫い目やマチが真ん中に来ているか等）時に臍を基準とする女性が大半である。

### へそ出しルックの人物・キャラクター
- 山本リンダ - 1970年代に活躍した女性アイドル歌手。『どうにもとまらない』（1974年、キャニオンレコード（現:ポニーキャニオン）、作詞・阿久悠、作曲・都倉俊一）で「臍を出して歌う」大胆な衣装や、情熱的で激しいダンスが衝撃を与える。第14回日本レコード大賞作曲賞、第3回日本歌謡大賞放送音楽賞、有線放送大賞夜の有線大賞を受賞。また、第23回NHK紅白歌合戦にも出演した。
- 本田美奈子 - 1980年代に活躍した女性アイドル歌手。『1986年のマリリン』（1986年、東芝EMI（現:EMIミュージック・ジャパン）、作詞・秋元康、作曲：筒美京平）で臍出しルックが話題となり、本田はこの曲で「ザ・ベストテン」に初めてランキング入りし、約25万枚を売り上げ人気歌手の仲間入りを果たした[3]。
- RAINBOW (音楽グループ) - 韓国の女性7人組アイドルグループ。K-POPガールズユニットではお臍を露出させる衣装が多いが、2010年8月に発売したデジタルシングル「A」は、腰をくねらせながらTシャツの裾をめくり臍を見せる "お臍ダンス" が話題となった。
- 結城 朱鷺（ゆうき とき） - 少女漫画『デザイナー』（一条ゆかり原作、1974年。2005年にドラマ化）。きれいなロングヘアーで、女と見まがう美貌のコンツェルン総帥。18歳（ドラマでは22歳）。女装というより、70年代の「美少年ファッション」としてレディースのホットパンツや女物の白い長靴・ヒールのあるロングブーツなどと合わせ、お臍丸出しのファッションを楽しんでいる[4]。クイーンズコミックス・プレミアム『デザイナー』第2巻91ページでは、作者の一条自身もへそ出しルックの欄外イラストで登場している。
- KiLLER KiNG（キラーキング） - 『B-PROJECT』（総合プロデュース西川貴教、2016年。MAGES.のアニメ・ゲームなど）。シリーズの『無敵*デンジャラス』から活動の4人組男性アイドル。

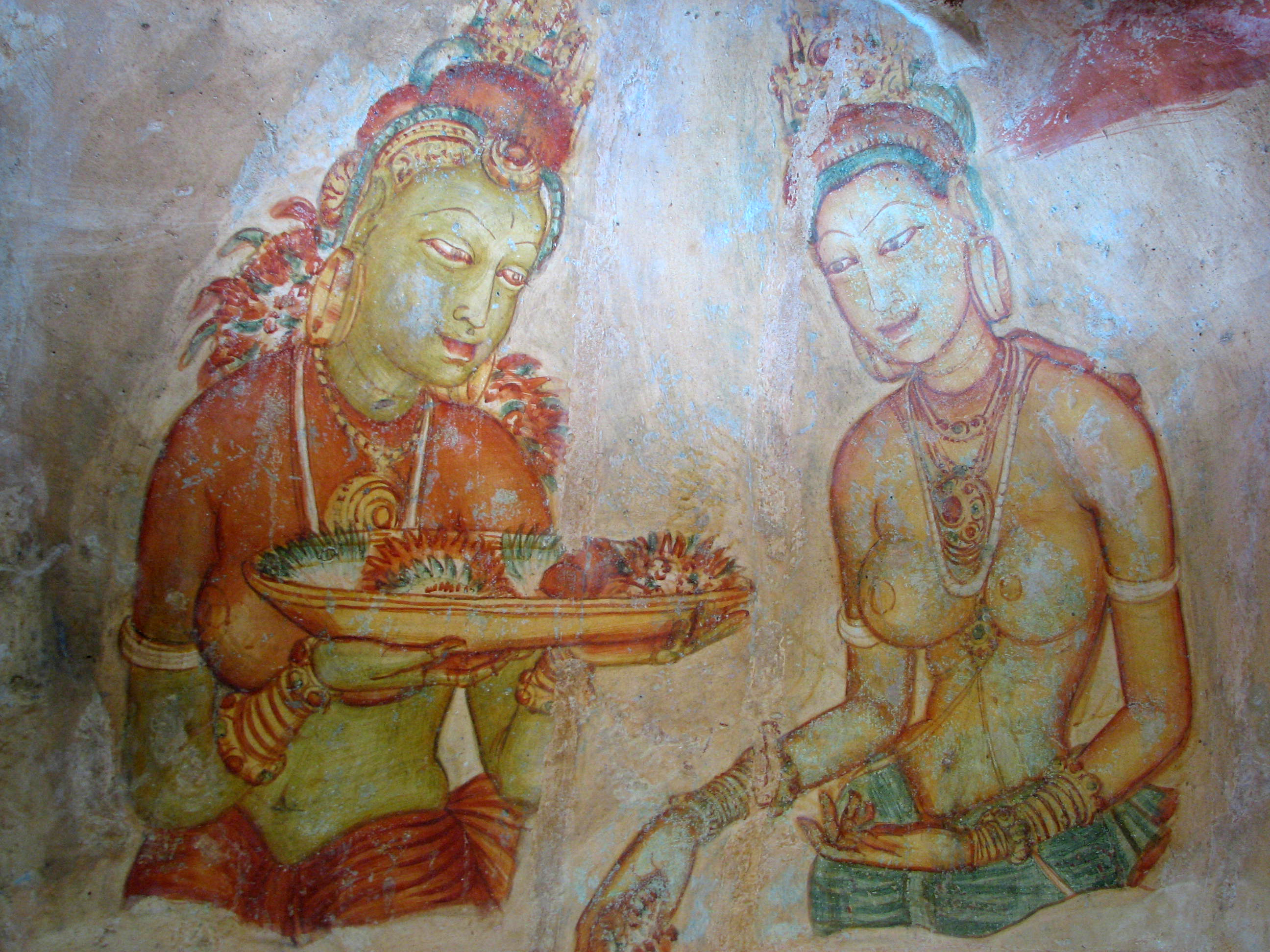
7世紀のスリランカの壁画
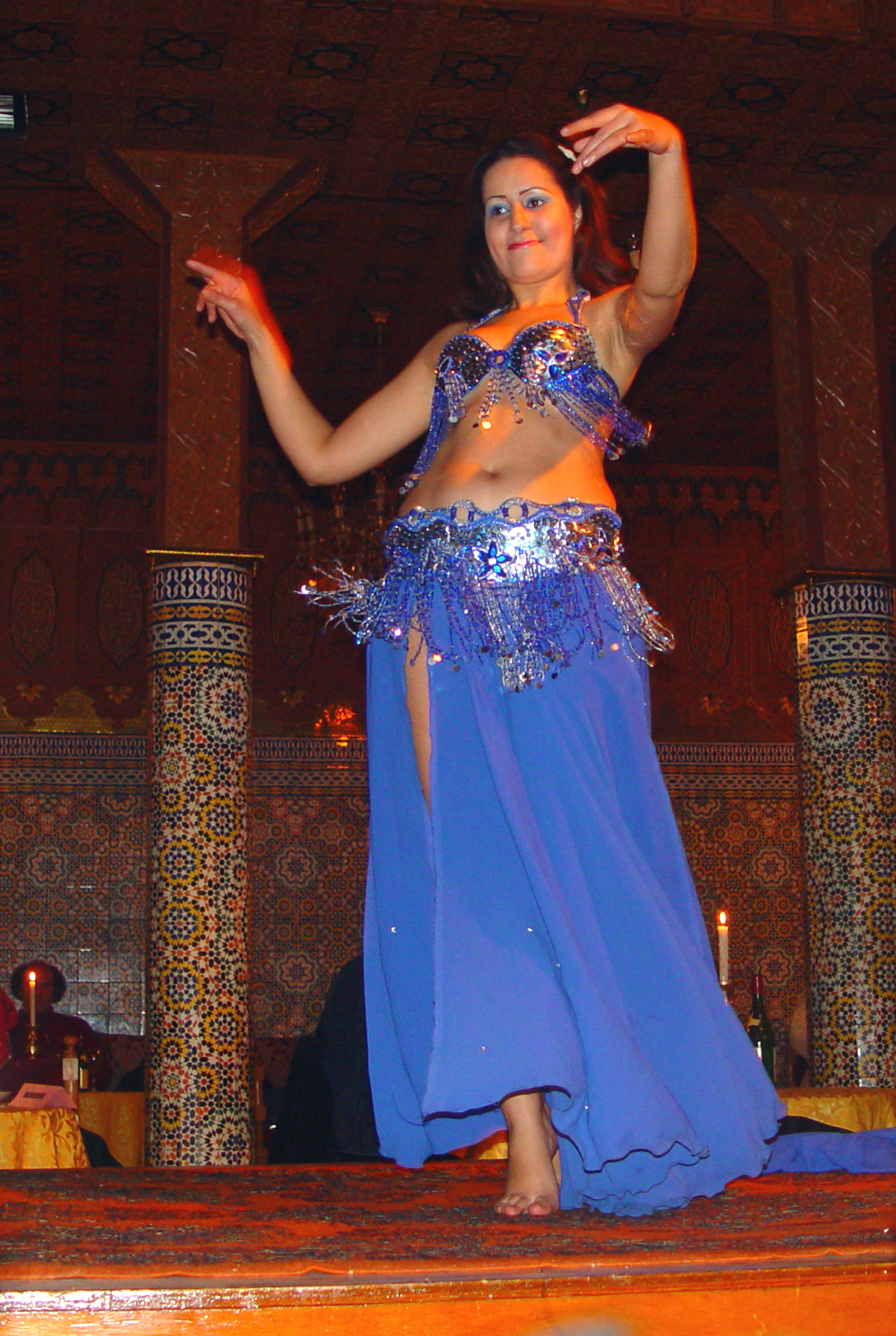
中近東のベリーダンスの伝統的な衣装
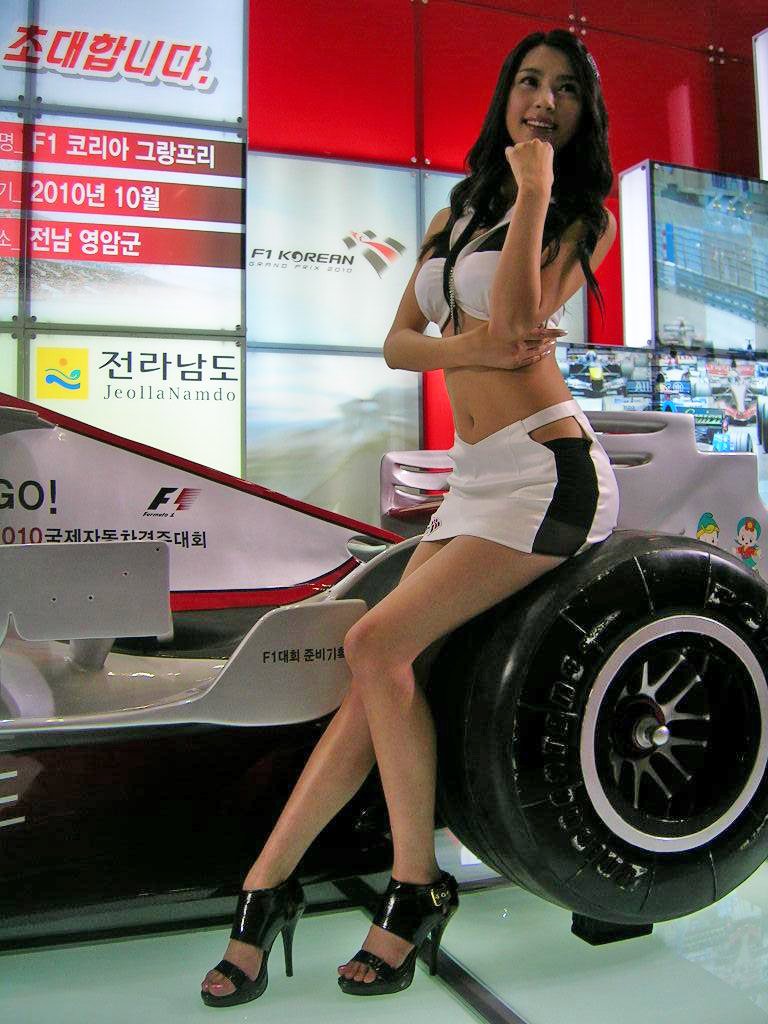
モーターショーのキャンペーンガール
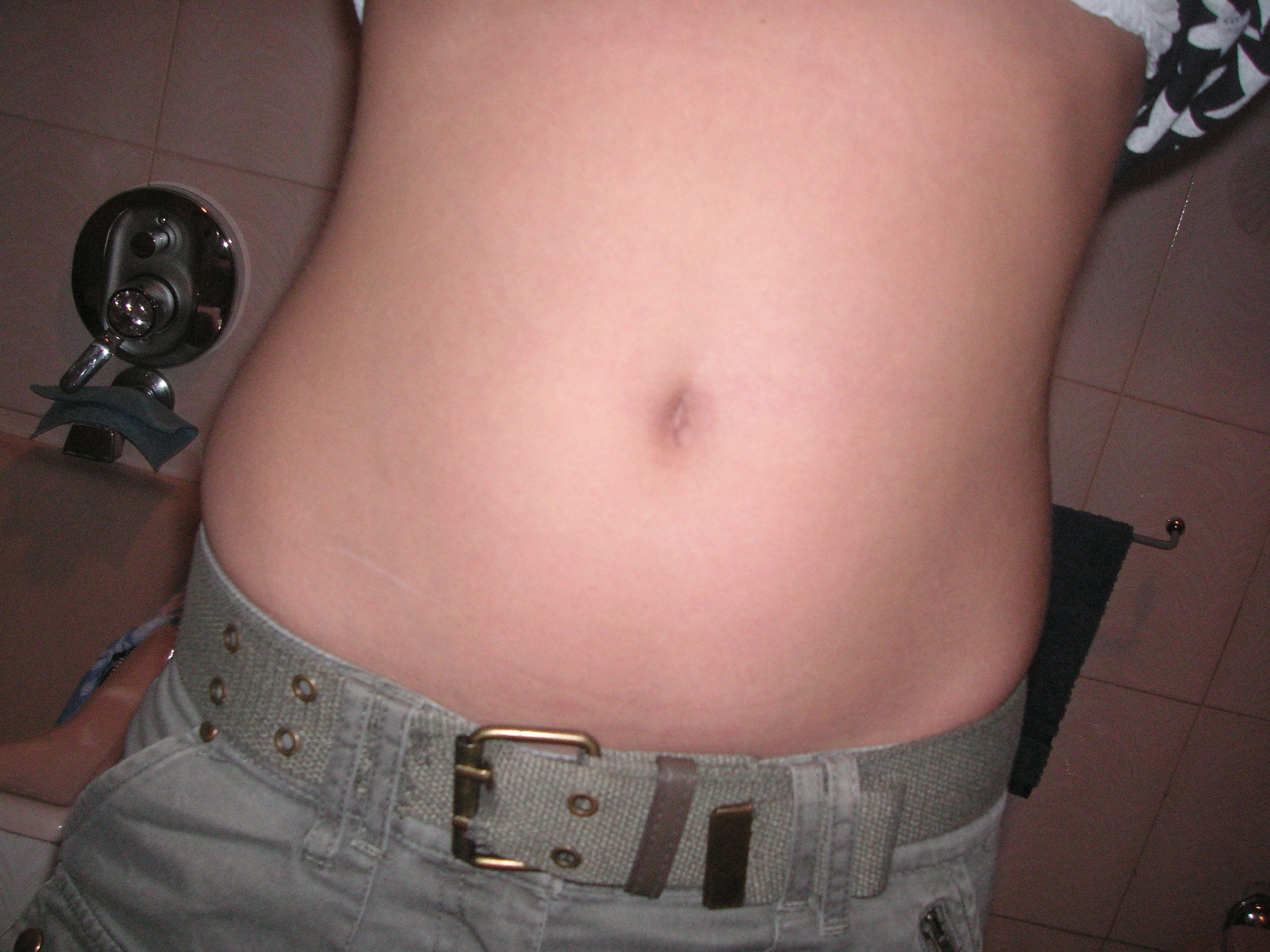
臍出しのファッション(ローライズ)
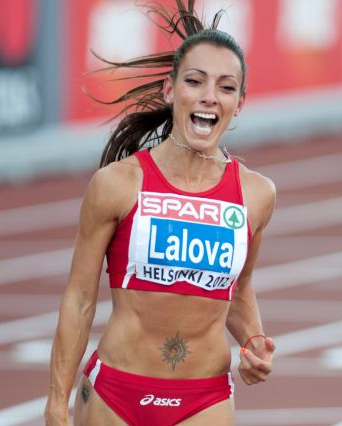
臍アート

### 慣用句
- へそで茶を沸かす[5]
- へそを曲げる
- ほぞを固める
- ほぞをかむ

### 「へそくり」
「へそくり」は「臍繰り」と書かれることがあるが、正しくは「綜麻繰り」で臍の意味はない。綜麻（へそ）は苧環に同じ。「綜麻繰り」についても同項を参照。

## へそに関する比喩的表現
- 石臼、重ね箪笥などの重なり部分に設けた小さな突起[1]。
- ものの中央にあるくぼみや高い部分[1]。「あんパンのへそ」のように用いる[1]。→#比喩

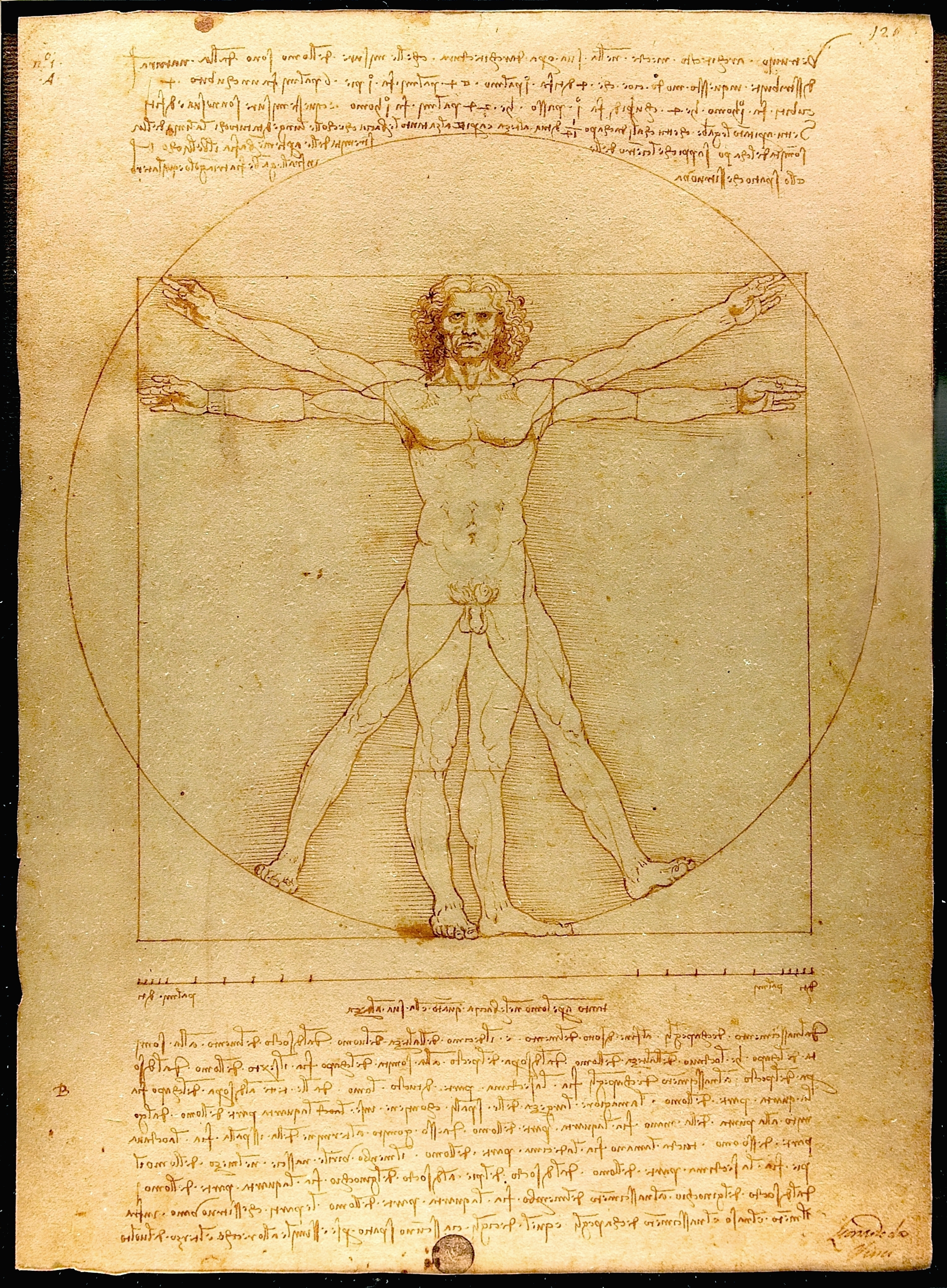
臍は人体の中心（レオナルド・ダ・ヴィンチのウィトルウィウス的人体図）

中心の比喩
人間の体の中心はへそと言われている。また派生的に、何かの中心のことをへそということがある。
- 「地球のへそ」 - 世界第2位の一枚岩ウルル（エアーズロック）はしばしばこう呼ばれる。「大地のヘソ」とも称される。
- 北海道富良野市 - 北海道のほぼ中心部にあり、「北海道のへそ」と呼ばれ[6]、毎年夏に「北海へそ祭り」が行われる。富良野市立富良野小学校の校庭脇に「北海道中央緯度観測標」と高さ4mほどの石碑が設置されている（富良野市指定文化財）。
- 兵庫県西脇市 - 日本の領土の中心にあたる北緯35度、東経135度に位置する。日本へそ公園駅をはじめとする多数の「へそ」にかかわる標石、施設を持つ。
- 長野県飯田市 - 緯度と経度のそれぞれにおける人口を二等分する線において、緯度線と経度線が交わる位置を、中央値中心といい、日本の中央値中心は長野県飯田市付近にあたるため、飯田市は「日本のへそ」とよばれる。
- 群馬県渋川市 - 日本列島のほぼ中心部にあるため「日本のまんなかへそのまち」を宣言している。毎年夏に「渋川へそ祭り」が行われる。
- 長野県佐久市 - 日本で海から一番遠い地点が存在する。佐久市HPには日本で海から一番遠い地点の標識と案内板の写真が掲載されており、現地までの地図や、地点到達認定証の取得案内が載っている。

重心の比喩
中心の比喩とともに、重心の比喩としても「へそ」という語が用いられることがある。ただし、本来の人体の重心は概ね第二仙椎よりやや前方付近にあり体表面ではへそよりわずかに脚側に位置する。いわゆる丹田のことを『へそ下三寸』という。
- 岐阜県関市他 - 日本の人口重心は2005年の国勢調査によると同市北部（北緯35度36分20.65秒、東経137度00分27.43秒）にあるとされ、これにより「日本のへそ」であるとする。またこの結果は国勢調査が行われる毎に変わっており、かつての人口重心は同県郡上郡美並村（1995年）、同県武儀郡武儀町（2000年）だった。
- 新潟県糸魚川市 - 日本の国土の重心は同市の沖合の日本海上、北緯37度30分52秒、東経137度42分44秒に存在する。ただし同市では「日本のへそ」を名乗る運動は見られない。

その他
- 種子が胚珠であったときに栄養分を得ていた珠柄のついていた痕跡を「臍」と呼び、哺乳類が胎児時代に臍帯を通して栄養分を得ていたところから機能的に見ても、まさに「臍」と呼ぶにふさわしい。
- オムファロスとは、創造論の仮説。元はギリシア語で臍を意味する言葉で、「アダムとイブに臍はあったのか」という論争から生まれた。
- マグロ、カツオなどの心臓、またボラの幽門を「臍」と呼ぶ。
- ボイラーの空焚きを警告するために取り付けられる可溶栓のことを「臍」と俗称する[7]。
- ソフトテニスやバレーボールなど主にゴム製のボールの空気穴のことを「臍」と俗称する[8]。